# Йордаке Ставраки
Йордаке Ставраки — румунський політик. Господар Молдови з серпня по грудень 1749, прийшовши до влади після скинення Константина Маврокордата і до прибуття в Молдову господаря Константина Раковіце 18 грудня 1749 року.

## Історія
Раніше займав посаду  спетара, будучи «людиною зарозумілою і жадібною, прототипом фанаріотів». Був натхненником фіскальної політики Константина Раковіце, який підвищив податки, спровокувавши невдоволення бояр і всього народу.
Був капукехаєм (представником) Константина Раковіце, але діяв проти господаря, що і призвело до його скинення в 1757 році.
Повішений в Стамбулі за наказом султана внаслідок скарг волоських бояр, з якими він жорстоко розправлявся, коли став в Валахії довіреною особою господаря Штефана Раковіце.